# Karbówko
Karbówko – przysiółek w Polsce, położony w województwie mazowieckim, w powiecie przasnyskim, w gminie Przasnysz.
Przysiółek wchodzi w skład sołectwa Zakocie.
W latach 1975–1998 miejscowość administracyjnie należała do województwa ostrołęckiego.
Nazwę odnotowano w 1502 roku. W 1880 r. Karbówko miało być folwarkiem dóbr Bartniki - Wandy Potockiej. W 1915 roku całkowicie zniszczone. Około 1930 dwie zagrody. Obecnie 2 zamieszkane posesje i 4 mieszkańców. Dzięki drodze powiatowej (dawny trakt królewiecki) idealne miejsce turystyki rowerowej.